# جون ماكنرو
جون ماكنرو (بالإنجليزية: John McEnroe) هو لاعب تنس أمريكي يلعب باليد اليسرى ولد يوم16 فبراير سنة 1959 في ألمانيا. كان من أحسن لاعبي التنس خلال الثمانينات وفاز خلال مسيرته ب 77 لقب منها 7 جراند سلام. أعلى تصنيف: 1 (3 مارس 1980 في الفردي) و1 (3 يناير 1983 في الزوجي).
تحصل على 77 لقبا في الفردي و71 في الزوجي وبلغ مجموع ارباحه 12,547,797 دولار أمريكي وفي عام 1984م أحرز 13 بطولة ماسترز
ظهر في مسلسل never have i ever

## روابط خارجية
- جون ماكنرو على موقع رابطة محترفي التنس (الإنجليزية)
- جون ماكنرو على موقع الاتحاد الدولي لكرة المضرب (الإنجليزية)
- جون ماكنرو على موقع كأس ديفيز (الإنجليزية)
- جون ماكنرو على موقع قاعة مشاهير كرة المضرب الدولية (الإنجليزية)
- جون ماكنرو على موقع بطولة ويمبلدون (الإنجليزية)
- جون ماكنرو على موقع إي إس بي إن.كوم (الإنجليزية)

- جون ماكنرو على موقع IMDb (الإنجليزية)
- جون ماكنرو على موقع الموسوعة البريطانية (الإنجليزية)
- جون ماكنرو على موقع ألو سيني (الفرنسية)
- جون ماكنرو على موقع ميوزك برينز (الإنجليزية)
- جون ماكنرو على موقع قاعدة بيانات برودواي على الإنترنت (الإنجليزية)
- جون ماكنرو على موقع إن إن دي بي (الإنجليزية)
- جون ماكنرو على موقع ديسكوغز (الإنجليزية)
- جون ماكنرو على موقع قاعدة بيانات الفيلم (الإنجليزية)